# Kineski mučenici
Kineski mučenici zajednički je nazivnik kojim se označavaju pripadnici Katoličke i Pravoslavne Crkve koji su podnijeli mučeničku smrt radi pripadnosti i zbog širenja kršćanske vjere od 17. do 20. stoljeća na tlu Kine. Ubijeni su pretežno u organiziranim državnim progonima, posebno za vrijeme dinastije Qing, kao i tijekom Boksačkog ustanka te za vrijeme komunističke diktature koja je nametala državni ateizam i progonila kršćane držeći ih "državnim" i "klasnim neprijateljima", u skladu s vladajućom komunističkom ideologijom.
Pravoslavna Crkva priznaje i časti dvjesto dvadeset i dvojicu pravoslavnih mučenika, pretežno članova Kineske pravoslavne crkve izrasle iz duhovnog vodstva Ruske crkve, posebice brojne među ruskom zajednicom u Harbinu. Većina ih je ubijena u Boksačkom ustanku, dok se oni progonjeni i ubijeni pod komunističkom diktaturom naslovljavaju "novomučenicima". Prvi kineski pravoslavni mučenik bio je sv. Metrofan, svećenik ubijen u Bokserskom ustanku.
Katolička Crkva priznaje i časti sto i dvadeset ubijenih katolika, pretežno laika i europskih misionara, u razdoblju između 1648. i 1930. godine, koje je kanonizirao papa Ivan Pavao II. u listopadu 2000. godine. Posvećena im je katolička crkva u Torontu. U Boksačkom je ustanku ubijeno 87 laika i 33 misionara. Među kanoniziranim laicima ima i djece.
Djelo ‘’Crvena knjiga kineskih mučenika’’ Gerolama Fazzinija je zbirka životopisa, autobiografija i dokumentacije katoličkog mučeništva u suvremenoj Kini, s naglaskom na razdoblje maozima i agresivnu protukatoličku, ali i protuteističku politiku između 1949. i 1976. godine. Maoističko tumačenje kršćanstva u Kini nastalo bila je posljedicom Maova dobrog poznavanja zapadnog imperijalizma i marksističkog materijalizma čiji nauk promatra religiju kao oblik osobne utjehe pod jarmom klasnog izrabljivanja tj. smatra ju bezvrijednom.
Uoči Boksačkog ustanka, obilježenog masovnim progonima kršćana i ostalog nekineskog stanovništva, u Kini je živjelo oko 30 000 kršćana. Među ubijenima je, osim katolika i pravoslavaca, bilo i nekoliko protestantskih misionara iz Europe i Angloamerike, koji nisu priznati među protestantskim svecima.